# Sillabario cipriota

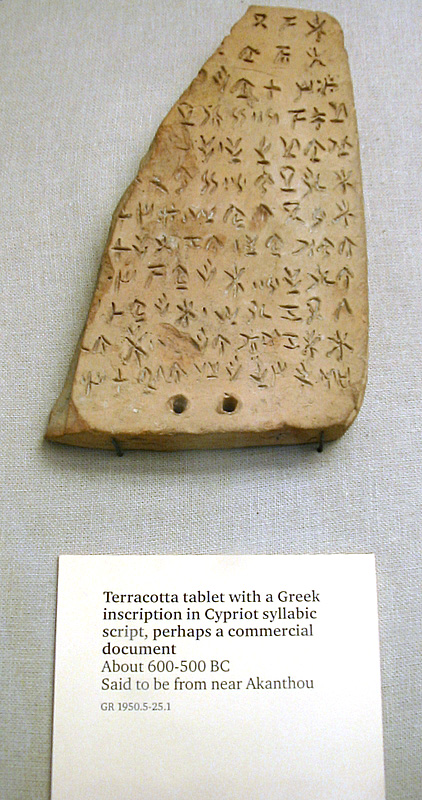
Reperto di scrittura cipriota di tipo sillabico, usato nell'arco di tempo compreso fra l'XI e il IV secolo a.C., per la lingua greco cipriota o eteocipriota.

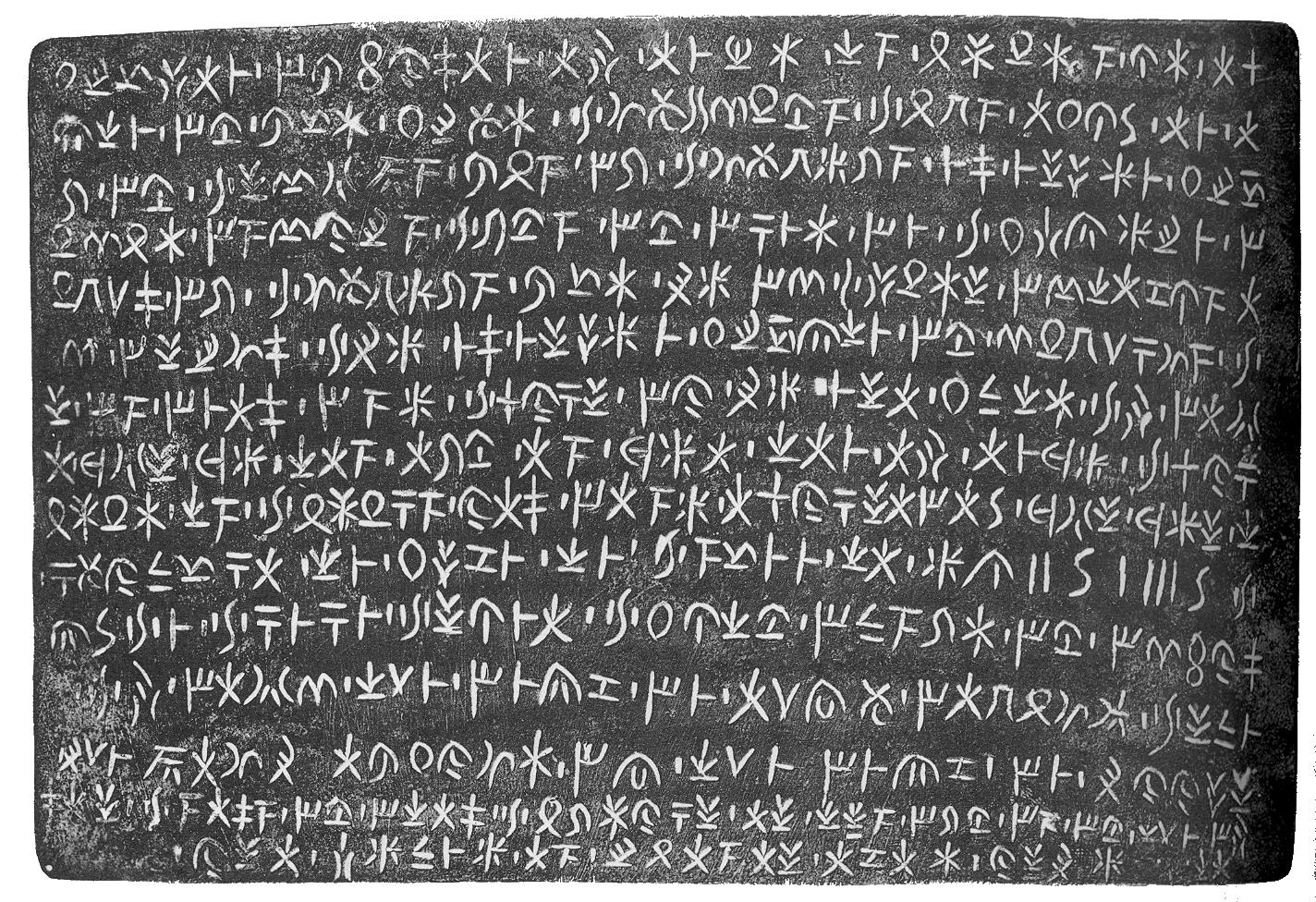
Iscrizione in sillabario cipriota trovata a Idalion.

Discendente dal sillabario cipriota-minoico (a sua volta una variante o derivata dalla Lineare A), il sillabario cipriota è una scrittura sillabica usata a Cipro nell'età del ferro, dall'XI al IV secolo a.C. circa, quando venne ad essere sostituito dall'alfabeto greco. Un pioniere di quel mutamento fu il re Evagora I di Salamina.

## Origine
L'isola di Cipro è sempre stata conosciuta per avere avuto la sua propria scrittura durante il periodo classico. Il sillabario cipriota comunque, si riferisce soltanto alla scrittura usata durante la Grecia dell'età del ferro, mentre durante l'età del bronzo è generalmente nota come scrittura cipriota-minoica. La maggior parte dei testi che usano la scrittura si trovano nel dialetto greco arcado-cipriota, ma alcune iscrizioni bilingui (greche ed eteocipriota) vennero trovate ad Amathus. Secondo i classicisti del XIX secolo, la ragione storica riguardo alle iscrizioni bilingui fu che i parlanti greci abbandonando la guerra troiana portarono il greco a Cipro.

### Evoluzione
È stato stabilito che il sillabario cipriota sia derivato dalla Lineare A e molto più probabilmente, dal sistema di scrittura minoico. La maggior parte degli ovvi mutamenti è la scomparsa di ideogrammi, che sono invece molto frequenti e rappresentavano una parte significativa della Lineare A. Le iscrizioni più arcaiche di questa scrittura viene trovata su tavolette d'argilla. Parallela all'evoluzione della cuneiforme, i segni presto divennero semplici disegni di linee. Ci sono alcune attestazioni di un'influenza semitica dovuta al commercio, ma questo modello sembrava essersi evoluto come il risultato di un uso abituale.

## Struttura
La struttura del sillabario cipriota è molto simile a quella della Lineare B. Questo è dovuto alla loro comune origine e lingua sottostante (sebbene dialetti differenti). La scrittura cipriota contiene 56 segni. Ci sono cinque vocali di base (a, e, i, o, u) le quali formano gruppi di segni facendole precedere da una consonante. Per es. ka, ke, ki, ko, ku, ecc.  Questi segni generalmente rappresentano una sillaba nell'ambito del dialetto parlato. Da qui, essa è classificata come un sistema di scrittura sillabico. Poiché ogni segno non rappresenta una consonante C, ma una consonante più una vocale inerente, il sillabario cipriota viene anche così definito sillabario 'aperto'.

### Differenze tra sillabario cipriota e lineare B
La principale differenza tra i due tipi di scrittura non risiede nella struttura del sillabario, ma nell'uso dei simboli. Le consonanti finali nel sillabario cipriota sono segnate da una e finale silente. Per esempio, le consonanti finali, n, s e r sono contrassegnate usando ne, re e se. I gruppi di consonanti sono creati usando extra vocali. I dittonghi, come ae, au, eu e ei, sono compitati lettera per lettera in modo completo. Inoltre, i suoni nasali che si articolano prima di un'altra consonante vengono omessi completamente. Confronta la Lineare B 𐀀𐀵𐀫𐀦 (a-to-ro-qo) con il cipriota 𐠀𐠰𐠦𐠡𐠩 (a-to-ro-po-se), entrambe le forme del comune ἄνθρωπος (anthrōpos) "uomo".
Un'altra differenza minore comprende la rappresentazione del modo di articolazione. Nella Lineare B, i suoni liquidi /l/ e /r/ sono compresi in una serie, mentre ci sono serie separate per le dentali /d/ e /t/. Nel sillabario cipriota, /d/ e /t/ sono combinati laddove /l/ e /r/ sono distinte.

### Paleografia
Ci sono differenze minori nelle forme dei segni usati in siti diversi. Il sillabario può essere suddiviso in due differenti sottotipi basati sull'area: il “comune” e il sud-occidentale o “pafiano”. Tuttavia, non esiste nessuna analisi dettagliata fra i due.

## Decifrazione
La scrittura venne decifrata nel XIX secolo da G. Smith con l'ausilio di un'iscrizione bilingue fenicio-cipriota. Circa 1000 iscrizioni nel sillabario cipriota sono state trovate dappertutto in molte regioni. Comunque, queste iscrizioni variano fortemente in lunghezza e credibilità. La maggior parte delle iscrizioni trovate si pensa siano databili al VI secolo. Sfortunatamente, non risultano esserci iscrizioni conosciute prima dell'VIII secolo. La maggior parte delle tavolette trovate provengono da monumenti funerari e non contengono nessuna informazione utile, ma solo il nome del defunto. Furono trovate anche alcune iscrizioni dedicatorie, ma senza offrire molti contributi alla decifrazione. Le tavolette più importanti sono principalmente trovate a Enkomi e Paphos.

### Enkomi
La più antica iscrizione conosciuta proveniente da Cipro venne scoperta a Enkomi nel 1955, ed era una porzione di una spessa tavoletta d'argilla con soltanto tre linee di scrittura. Sebbene parte della scrittura fosse distintamente differente da ogni altro sistema di scrittura greco, le epigrafi immediatamente mostrarono una somiglianza. Poiché la data del frammento si presumeva fosse intorno al 1500 a.C., considerevolmente più antica della Lineare B, i linguisti determinarono che il sillabario cipriota fosse derivato dalla Lineare A e non dalla Lineare B.  Molti altri frammenti di tavolette d'argilla furono trovati anche a Enkomi, risalenti a un periodo più tardo, intorno al tardo XIII o XII secolo a.C. La scrittura trovata su questa tavolette si è considerevolmente evoluta e i segni sono diventati dei semplici schemi di linee. I linguisti chiamano questa nuova scrittura sillabario Cipriota-minoico.

### Paphos
Paphos è situata a sud-ovest di Cipro e ospita il tempio di Afrodite, nota anche come “la dea cipriota”. In questa area, gli archeologi trovarono molte delle più tarde iscrizioni sillabiche cipriote. Infatti, la regione di Paphos ha dato la maggior parte dei significativi contributi per la decifrazione del sillabario cipriota: la tavoletta di Idalion. Questa è una grande tavoletta di bronzo con lunghe iscrizioni su entrambi i lati datata a circa 480-470 anni a.C. Escludendo alcune caratteristiche morfologiche e del vocabolario, il testo è un documento completo e ben compreso. Esso espone dettagliatamente un contratto fatto dal re Stasicyprus e la città di Idalion con il medico Onasilus e i suoi fratelli. Come parcella da retribuire ai medici, per le cure mediche prestate ai guerrieri feriti durante l'assedio persiano della città, il re promise loro alcuni appezzamenti di terreno e proprietà. Questo accordo viene messo sotto la protezione della dea Atena.

### Scoperte recenti
Recenti scoperte includono un piccolo vaso risalente all'inizio del V secolo e un frammento di marmo con iscrizione pafiana. Il vaso, scritto sui due lati, fornisce due elenchi di nomi di persona di formazione greca. Il frammento di marmo rotto descrive un frammento di giuramento, dove spesso si fa menzione del re Nicocles, l'ultimo re di Pafo e comprende alcune importanti parole ed espressioni.

### Prospettive future
Il numero di scoperte di nuove iscrizioni è in crescita, ma sfortunatamente, la maggior parte delle nuove scoperte sono state di minima importanza o apportatrici soltanto di pochi segni. Un esempio comprende una piccola palla di argilla.

## Sillabario cipriota
|         | 0 | 1 | 2 | 3 | 4 | 5 | 6 | 7 | 8 | 9 | A | B | C | D | E | F |
| U+1080x | ࠀ | ࠁ | ࠂ | ࠃ | ࠄ | ࠅ |   |   | ࠈ |   | ࠊ | ࠋ | ࠌ | ࠍ | ࠎ | ࠏ |
| U+1081x | ࠐ | ࠑ | ࠒ | ࠓ | ࠔ | ࠕ | ࠖ  | ࠗ  | ࠘  | ࠙  | ࠚ | ࠛ  | ࠜ  | ࠝ  | ࠞ  | ࠟ  |
| U+1082x | ࠠ  | ࠡ  | ࠢ  | ࠣ  | ࠤ | ࠥ  | ࠦ  | ࠧ  | ࠨ | ࠩ  | ࠪ  | ࠫ  | ࠬ  | ࠭  | ࠮ | ࠯ |
| U+1083x | ࠰ | ࠱ | ࠲ | ࠳ | ࠴ | ࠵ |   | ࠷ | ࠸ |   |   |   | ࠼ |   |   | ࠿ |